# Рајна-Рур
Регион Рајна-Рур је привредни и метрополитенски регион у западној Немачкој. Највећа је урбани регион у Немачкој и једна од највећих у Европи. Ова област заузима око 10.000 km², где живи 10.233.678 становника (стање 31. децембра 2004).

### Градови
Највећи градови региона су: 
- Дортмунд (у вестфалском делу Рурске области)
- Дуизбург, Есен (у рајнском делу Рурске области)
- Келн, Диселдорф (у долини Рајне)

Остали велики градови су: 
- Бохум
- Бон
- Ботроп
- Гелзенкирхен
- Хаген
- Хам
- Херне
- Крефелд
- Леверкузен
- Менхенгладбах
- Милхајм на Руру
- Оберхаузен
- Ремшајд
- Золинген
- Вупертал